# Ichthydium auritum
Ichthydium auritum är en djurart som tillhör fylumet bukhårsdjur, och som beskrevs av Brunson 1950. Ichthydium auritum ingår i släktet Ichthydium och familjen Chaetonotidae. Inga underarter finns listade i Catalogue of Life.